# Shurandy Sambo
 (août 2025).
Pour les articles homonymes, voir Sambo (homonymie).
Shurandy Sambo, né le 19 août 2001 à Geldrop aux Pays-Bas, est un footballeur néerlandais qui évolue au poste de arrière droit.

## Biographie

### En club
Né à Geldrop aux Pays-Bas, Shurandy Sambo est formé par le PSV Eindhoven, l'un des clubs les plus importants du pays. Avec les jeunes du PSV, il est notamment coaché par Ruud van Nistelrooy avant d'intégrer l'équipe réserve à l'hiver 2019. Le 13 décembre 2019 Sambo signe son premier contrat professionnel avec le PSV, qui le lie avec le club jusqu'en juin 2022.
En août 2021, Shambo se blesse gravement, victime d'une déchirure du ligament croisé qui met un terme à sa saison avant même qu'elle n'ait commencée,.
Le 4 août 2022, Shurandy Sambo est prêté pour une saison au Sparta Rotterdam.

### En équipe nationale
Shurandy Sambo est sélectionné avec l'équipe des Pays-Bas des moins de 17 ans pour participer au championnat d'Europe des moins de 17 ans en 2018. Lors de cette compétition, il joue trois matchs. Les Pays-Bas remportent le tournoi en battant l'Italie en finale après une séance de tirs au but.
Le 25 mars 2023, Shurandy Sambo fait sa première apparition avec l'équipe des Pays-Bas espoirs, lors d'un match amical contre la Norvège. Il est titularisé et son équipe s'impose par trois buts à zéro.

## Statistiques
Ce tableau résume les statistiques en carrière de Shurandy Sambo.

### En club
| Saison                | Club                    | Championnat           | Championnat | Championnat | Coupe(s) nationale(s) | Coupe(s) nationale(s) | Compétition(s) continentale(s) | Compétition(s) continentale(s) | Compétition(s) continentale(s) | Total | Total |
| Saison                | Club                    | Division              | M.          | B.          | M.                    | B.                    | Comp.                          | M.                             | B.                             | M.    | B.    |
| 2019-2020             | Jong PSV                | Eerste Divisie        | 8           | 0           | -                     | -                     | -                              | -                              | -                              | 8     | 0     |
| 2020-2021             | Jong PSV                | Eerste Divisie        | 35          | 6           | -                     | -                     | -                              | -                              | -                              | 35    | 6     |
| 2021-2022             | Jong PSV                | Eerste Divisie        | 1           | 0           | -                     | -                     | -                              | -                              | -                              | 1     | 0     |
| Sous-total            | Sous-total              | Sous-total            | 44          | 6           | 0                     | 0                     | -                              | 0                              | 0                              | 44    | 6     |
| 2022-2023             | Sparta Rotterdam (prêt) | Eredivisie            | 30          | 2           | 2                     | 0                     | C4                             | 4                              | 0                              | 36    | 2     |
| Sous-total            | Sous-total              | Sous-total            | 30          | 2           | 2                     | 0                     | -                              | 4                              | 0                              | 36    | 2     |
| 2020-2021             | PSV Eindhoven           | Eredivisie            | 1           | 0           | -                     | -                     | C3                             | -                              | -                              | 1     | 0     |
| 2023-2024             | PSV Eindhoven           | Eredivisie            | 9           | 0           | -                     | -                     | C1                             | 3                              | 0                              | 12    | 0     |
| Sous-total            | Sous-total              | Sous-total            | 10          | 0           | 0                     | 0                     | -                              | 3                              | 0                              | 13    | 0     |
| Total sur la carrière | Total sur la carrière   | Total sur la carrière | 84          | 8           | 2                     | 0                     | -                              | 7                              | 0                              | 93    | 8     |

## Palmarès

### En sélection
- Vainqueur du championnat d'Europe des moins de 17 ans en 2018 avec l'équipe des Pays-Bas des moins de 17 ans